# هیثم عصامی
هیثم عصامی (عربی: هيثم العصامي؛ زادهٔ ۳۱ ژوئیهٔ ۱۹۹۱) بازیکن فوتبال اهل نروژ است.
از باشگاه‌هایی که در آن بازی کرده‌است می‌توان به باشگاه فوتبال پالرمو، باشگاه فوتبال گوتبورگ، و باشگاه فوتبال فردریکستاد اشاره کرد.
وی همچنین در تیم ملی فوتبال نروژ بازی کرده‌است.